# Cancha Central
La Cancha Central es la principal cancha en el Campeonato de Wimbledon, el tercer Grand Slam del calendario de tenis. Se considera una de las canchas de tenis más famosas del mundo. Se incorpora en la casa club del All England Lawn Tennis y Croquet Club. Su único uso regular es durante las dos semanas en que el Campeonato se lleva a cabo. La cancha central tiene un cuadro de primer nivel, conocido como el Palco Real, para uso de la familia real y otros distinguidos invitados.
Un techo retráctil se instaló en 2009, lo que permite que el juego continúe durante la lluvia y la noche hasta un toque de queda impuesto por consejo hasta las 23:00. La cancha central, junto con a la Cancha n.º 1 y a la Cancha n.º 2, son las más importantes. También fue sede de la competición de tenis en los Juegos Olímpicos de 2012.